# 九州职业技术学院
九州职业技术学院，原“九江大学”，是位于江苏省徐州市的一所民办普通专科高校，为江苏首批两所民办高校之一。

## 历史
- 1993年，批准建立九州大学（筹）。
- 2002年，更名九州职业技术学院，

## 专业设置
- 机电工程系
- 土木工程系
- 计算机工程系
- 经济与管理系
- 文学与法政系
- 应用外语系